# فان كلفسفيل (فيرجينيا الغربية)
فان كلفسفيل (بالإنجليزية: Van Clevesville, West Virginia)‏ هي منطقة سكنية تقع في الولايات المتحدة في مقاطعة بيركلي.